# Chiesa di San Pedro de la Nave
San Pedro de la Nave è una chiesa visigota posta a 19 chilometri a ovest di Zamora, nella località di Campillo. La costruzione risale al 680 e segna forse l'apice dell'arte visigota in Spagna. La chiesa è stata completamente ricostruita nel 1930, sotto la guida dell'architetto Alejandro Ferrant, in quanto uno sbarramento idrico avrebbe sommerso l'edificio.
Il rigore e la coerenza del progetto come della sua elevazione attestano la maestria dei costruttori. Innalza la sua massa elegante, dai volumi perfettamente equilibrati, su una piante a croce greca a cui sono state le due navate laterale, con il portico e l'abside sporgenti. La navata centrale è più elevata delle laterali e sostenuta da archi che poggiano su colonne istoriate. Gli ornamenti scultorei mostrano varie mani con due distinti tipi di decorazioni. I più pregevoli mostrano storie tratte dalla Bibbia, come Daniele nella fossa dei leoni e il sacrificio di Isacco.